# Silnice I/15

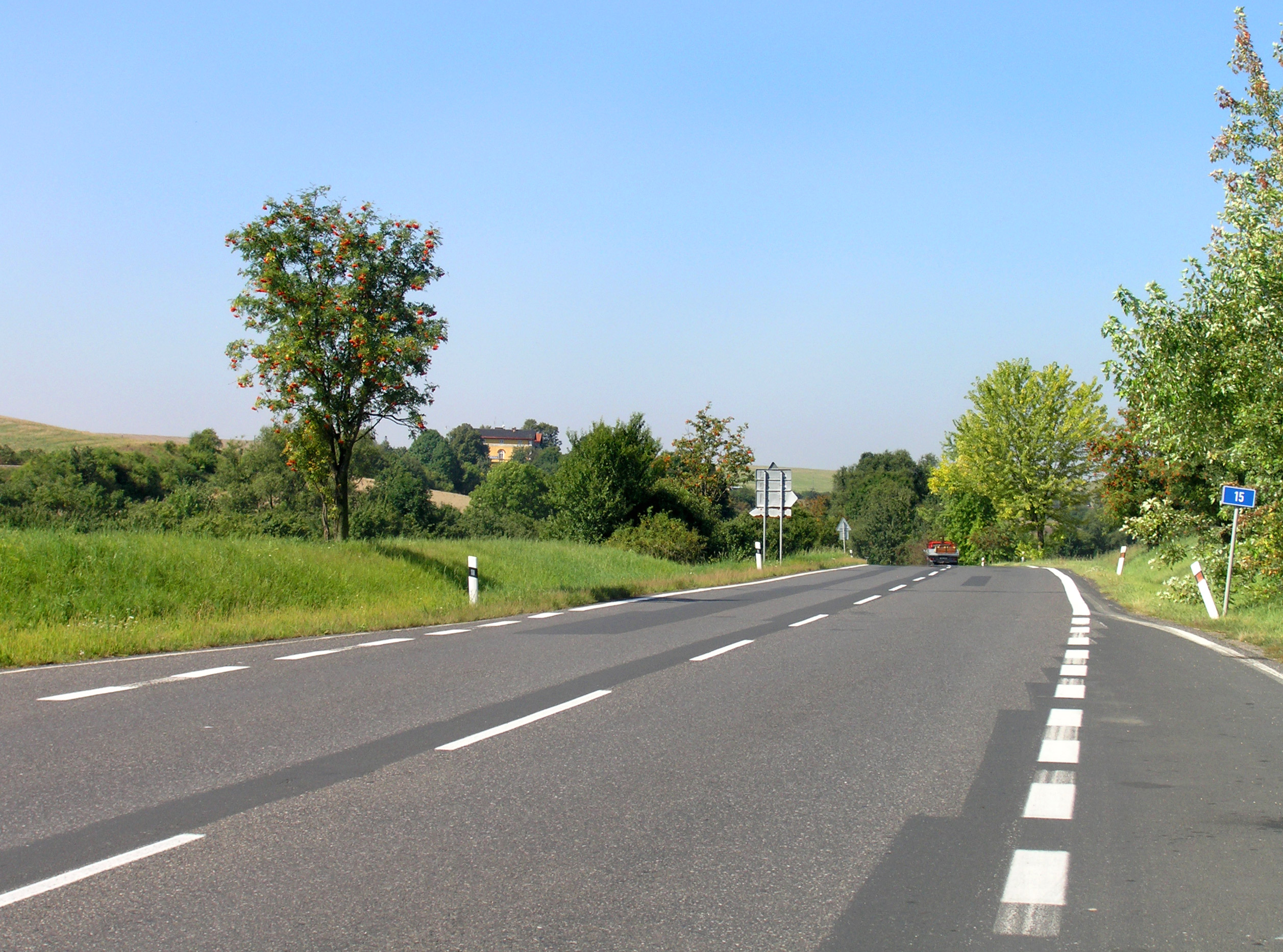
Silnice I/15 u Býčkovic na Litoměřicku

Silnice I/15 je silnice v Česku, v severních Čechách, jež probíhá přibližně západovýchodním směrem tzv. „zahradou Čech“ – spojuje Mostecko a Litoměřicko v Ústeckém kraji s Českolipskem v kraji Libereckém. Zejména pro okres Litoměřice představuje tato komunikace hlavní regionální dopravní osu ve směru západ – východ. Počíná od Mostu, vede po jižním úpatí Českého středohoří (na velké části své trasy právě silnice I/15 tvoří jižní hranici chráněné krajinné oblasti), přes Třebenice, Lovosice, Litoměřice a Úštěk a končí poblíž Zahrádek u České Lípy; její celková délka činí 72,875 km.

## Vedení silnice

### Okres Most

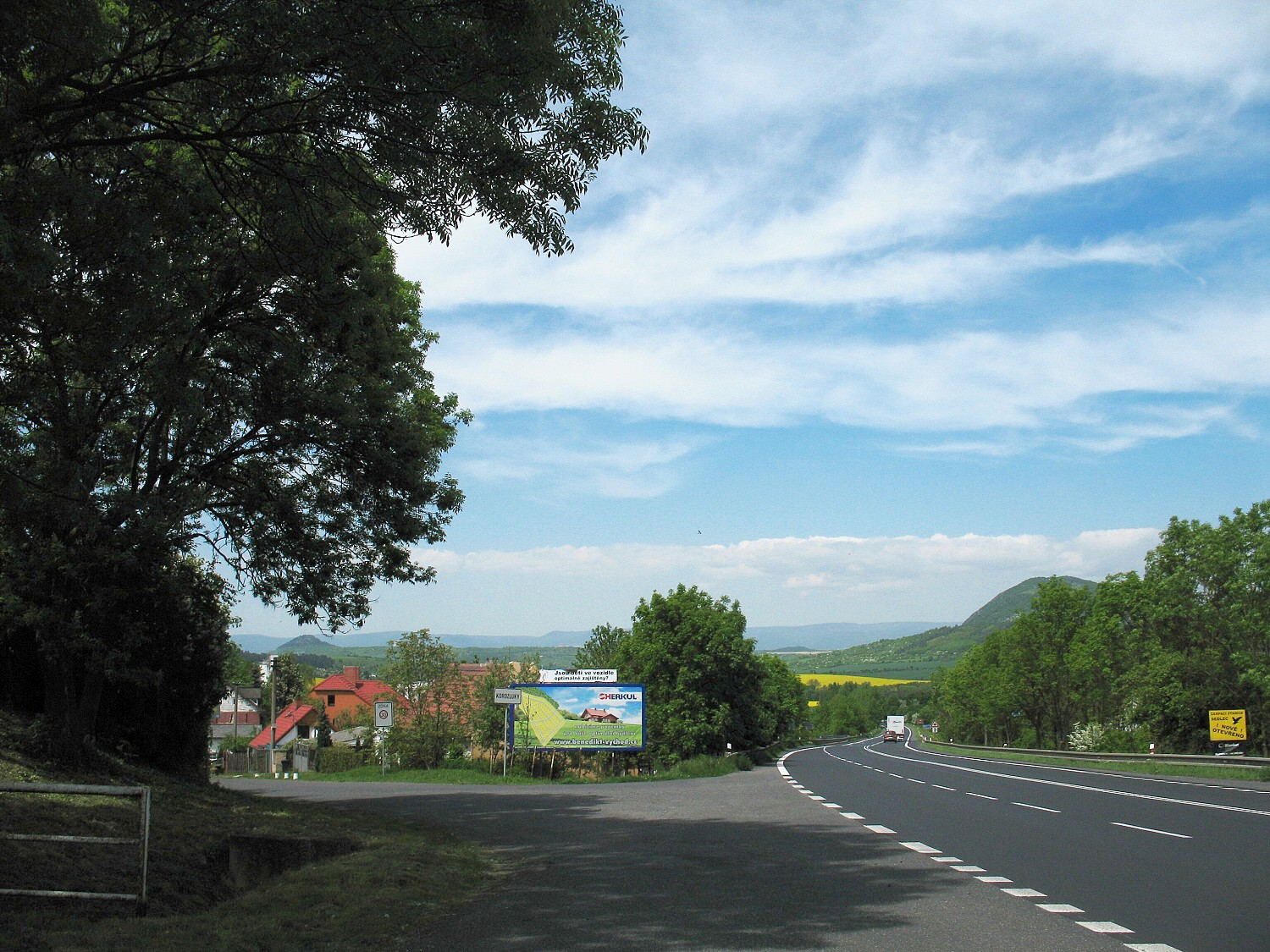
Průtah silnice I/15 obcí Korozluky na Mostecku

- Průtah silnice I/15 obcí Korozluky na MosteckuMÚK s I/27 východně od Mostu poblíž Chanova (v prodloužení ji asi ¾ km úsek I/27 napojuje na další MÚK s I/13)
- most přes železniční trať 113/123/126 (nedaleko žst. Obrnice)
- most přes Srpinu
- křížení s I/28
- Chrámce

### Okres Louny
- křížení s II/257 (peáž na úseku zhruba 160 m)
- Libčeves
- Želkovice

### Okres Litoměřice
- Granátka (osada obce Třebívlice)
- Chrášťany
- Podsedice
- Třebenice, křížení s II/237
- Jenčice
- Čížkovice
- Sulejovice
- MÚK Lovosice s D8
- křížení s II/608 a I/30
- obchvat Lovosic, začátek peáže s II/608 (úsek dlouhý zhruba 7,6 km)
  - most přes železniční trať 113/114 (mezi žst. Lovosice a Sulejovice)
  - most přes železniční trať 090 (poblíž žst. Lovosice)
- most přes Modlu
- přemostění železniční tratí 087 (poblíž žst. Lovosice závod)
- křížení s II/247, kruhový objezd v polích mezi vesnicí Lukavec a průmyslovou zónou u Prosmyk
- Terezín, křížení a konec peáže s II/608
- Želetice (předměstí Litoměřic na protilehlém břehu Labe)
- Tyršův most přes Labe a přes železniční tratí 072 (poblíž žst. Litoměřice město)
- Litoměřice
  - křížení s II/261 a peáž v úseku zhruba 260 m (od ulice Na Valech po ulici Nádražní)
  - křížení s II/261 a konec peáže
- Trnovany
  - úrovňové křížení s železniční tratí 087 (poblíž žst. Trnovany u Litoměřic)
- Luční Mlýn (osada obce Býčkovice)
- Horní Řepčice
- úrovňové křížení s železniční tratí 087 (mezi žst. Horní Řepčice a Liběšice)
- Liběšice, křížení s II/240
- Zimoř
- Úštěk, křížení s II/260 a peáž v úseku zhruba 1,5 km
  - křížení s II/260 a konec peáže
- Lukov
- úrovňové křížení s železniční tratí 087 (mezi žst. Dubičná a Blíževedly)

### Okres Česká Lípa
- Kravaře, křížení s II/263
- Sezímky
- Stvolínky

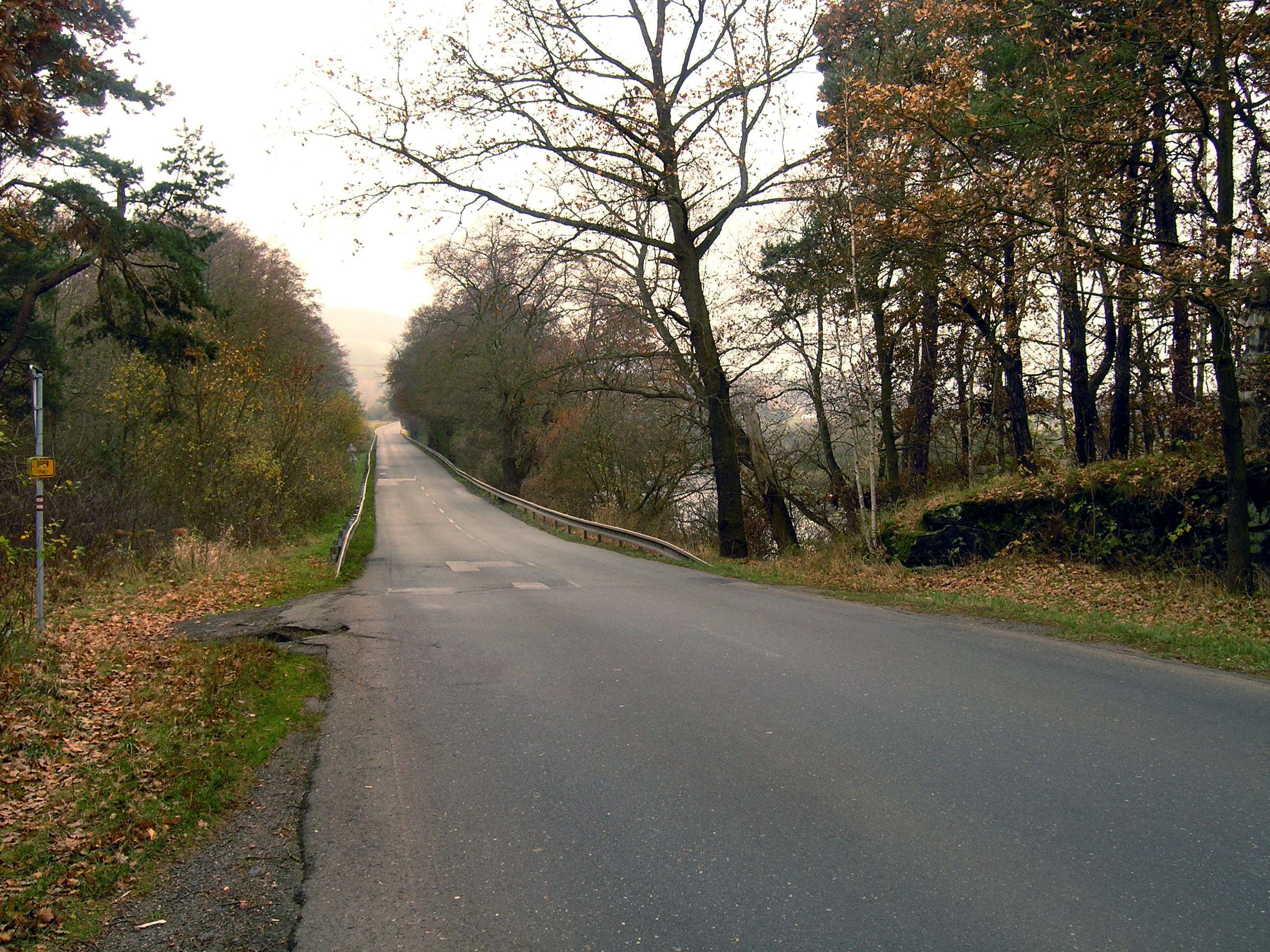
Silnice u Stvolínek na Českolipsku

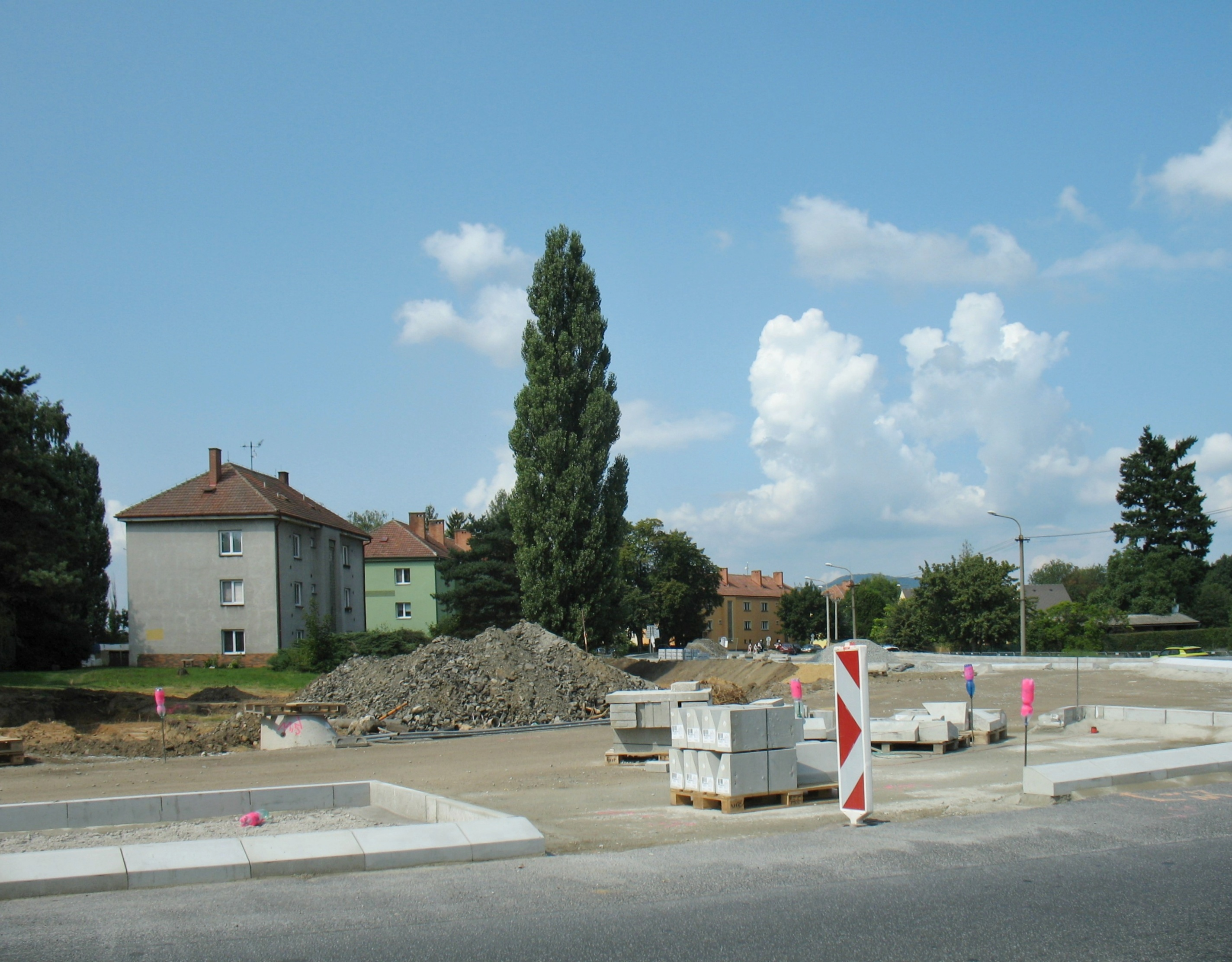
Rekonstrukce křižovatky silnic I/15 a I/9 v Zahrádkách u České Lípy

- úrovňové křížení s železniční tratí 087 (poblíž žst. Zahrádky u České Lípy)
- Zahrádky
- křížení s I/9 (v těsné blízkosti Novozámecké průrvy a hostince Na Staré poště)

## Modernizace silnice
| Číslo | Název                          | Délka      | Kategorie     | Zahájení výstavby | Uvedení do provozu | Křižovatky |
| ----- | ------------------------------ | ---------- | ------------- | ----------------- | ------------------ | ---------- |
| U65   | Odolice – Libčeves             | 4,9 km     | 11,5/90       | plánováno 2029    | plánováno 2031     |            |
| U80   | Želkovice, obchvat             | 2,8 km     | 11,5/70       | plánováno 2029    | plánováno 2031     |            |
| U86   | OK U Kapličky                  | —          | —             | 03/2021           | 04/2021            |            |
| U87   | OK ul. Terezínská v Lovosicích | —          | 9,0/50 8,5/50 | plánováno 2025    | plánováno 2026     |            |
| U64   | Litoměřice – východní obchvat  | 2,7 km     | 11,5/80 9/50  | bude oznámeno     | bude oznámeno      |            |
| U69   | Liběšice, obchvat              | 5,6–5,9 km | 9,5/90        | bude oznámeno     | bude oznámeno      |            |
| L61   | Kravaře – obchvat              | 2,7 km     | 9,5/70        | 11/2017           | 11/2019            |            |
| L84   | Stvolínky, obchvat             | 2,0 km     | 9,5/70        | plánováno 2029    | plánováno 2030     |            |
| L76   | Zahrádky, obchvat              | 3,3 km     | 9,5/70        | bude oznámeno     | bude oznámeno      |            |